# Dhora Leka
Dhora Leka właśc. Theodhora Leka (ur. 23 lutego 1923 w Korczy, zm. 27 grudnia 2006 w Tiranie) – albańska kompozytorka i więzień polityczny.

## Życiorys
Córka Andrei i Anastasii. W 1942 ukończyła naukę w Instytucie Pedagogiczny dla Kobiet Nana Mbretneshe w Tiranie, w tym czasie wyróżniała się talentem muzycznym, pobierając lekcje gry na fortepianie. Po ukończeniu szkoły otrzymała etat nauczycielki w szkole we wsi Plase k. Korczy, ale porzuciła tę pracę i włączyła się do działalności ruchu oporu. W 1942 wstąpiła do partii komunistycznej. W tym czasie zajęła się komponowaniem pieśni partyzanckich. Większość repertuaru śpiewanego przez albańskich partyzantów w czasie II wojny światowej stanowiły kompozycje Dhory Leki, w tym te najczęściej śpiewane, jak „Kushtrimi” (Wezwanie), „Rini-Rini” i „Marsz I Dywizji”. W tym czasie awansowała do stopnia kapitana Armii Narodowo-Wyzwoleńczej.
W 1948 wyjechała na studia w zakresie kompozycji do moskiewskiego konserwatorium im. Piotra Czajkowskiego. W okresie studiów skomponowała dwa ważne w jej karierze muzycznej utwory. Uwertura z motywami ludowymi na orkiestrę symfoniczną została wykonana po raz pierwszy przez moskiewską orkiestrę radiową. Drugim utworem była Kantata dla Albanii, mojej ojczyzny, wykonana w Tiranie, w 10 rocznicę wyzwolenia kraju spod okupacji niemieckiej.
Moskiewskie studia ukończyła w 1953. Po powrocie do kraju została skierowana do pracy jako pedagog w liceum artystycznym Jordan Misja. W lutym 1954 została wybrana sekretarzem generalnym Ligi Pisarzy i Artystów Albanii.
Przełomowe znaczenie w jej życiu miał udział w konferencji miejskiego komitetu partii w Tiranie, w maju 1956 r. Na konferencji poddano ostrej krytyce reżim Envera Hodży, a jej uczestnicy zostali poddani represjom. Dhora Leka została internowana w Gjirokastrze. W maju 1957 roku została aresztowana. Sąd wojskowy pozbawił Dhorę Lekę stopnia wojskowego i odznaczeń, skazując ją 14 września 1957 na karę 25 lat pozbawienia wolności (według sentencji wyroku – za zdradę Ojczyzny i Ludu). Początkowo została przymusowo osiedlona w Beracie, a następnie trafiła do miejsca internowania we wsi Seman koło Fieru, gdzie pracowała w magazynie kukurydzy. W grudniu 1970 otrzymała zgodę na zamieszkanie w Fierze, gdzie pracowała jako krawcowa. 13 stycznia 1983 została po raz kolejny internowana i osadzona we wsi Sheq-Marinëz k. Fieru. Przebywała tam do uwolnienia w 1991. Po wyjściu na wolność powróciła do komponowania muzyki, zajmując się także promocją sztuki albańskiej w Niemczech, USA, Wielkiej Brytanii i Grecji. W lutym 1996 założyła fundację, nazwaną jej imieniem, która wspiera młode talenty w dziedzinie muzyki. W 1998 opublikowała tomik poezji Këngë në shtrëngatë.
W 1992 została uhonorowana tytułem Artysty Ludu (alb.: Artist i Popullit). Imię kompozytorki nosi jedna z ulic w północnej części Korczy, a także szkoła w Tiranie.

## Wybrane utwory
- 1952: Uwertura z motywami ludowymi na orkiestrę symfoniczną
- 1953: Kantata dla Albanii, mojej ojczyzny
- 1994: Kenge ne shtrengate (Pieśń w burzy)
- 1994: Moja matka, Tirana
- 1995: Oda na solistę i harfy
- 1995: Trzy utwory na orkiestrę harf
- 1996: Taniec z motywami ludowymi, na orkiestrę symfoniczną
- 1997: In memoriam, na orkiestrę harf
- 1998: Pani Çurre, libretto